# Attacus dohertyi
Attacus dohertyi es una polilla perteneciente a la familia Saturniidae, originaria de Se encuentra en Timor, Sumba, Damar y la isla de Flores. La especie fue descrita por primera vez por el zoólogo inglés Lionel Walter Rothschild habiendo sido descrita en 1895.